# Acrocercops fuscapica
Acrocercops fuscapica är en fjärilsart som beskrevs av Bland 1980. Acrocercops fuscapica ingår i släktet Acrocercops och familjen styltmalar.
Artens utbredningsområde är Nigeria. Inga underarter finns listade i Catalogue of Life.